# Рокетас де Мар
Рокетас де Мар (шп. Roquetas de Mar) град је у Шпанији у аутономној заједници Андалузија у покрајини Алмерија. Према процени из 2008. у граду је живело 77.423 становника.

## Становништво
Према процени, у граду је 2008. живело 77.423 становника.
| 1981.  | 1991.  | 2001.  |
| ------ | ------ | ------ |
| 18.891 | 26.842 | 50.096 |